# تاريخ الحملات العسكرية الرومانية

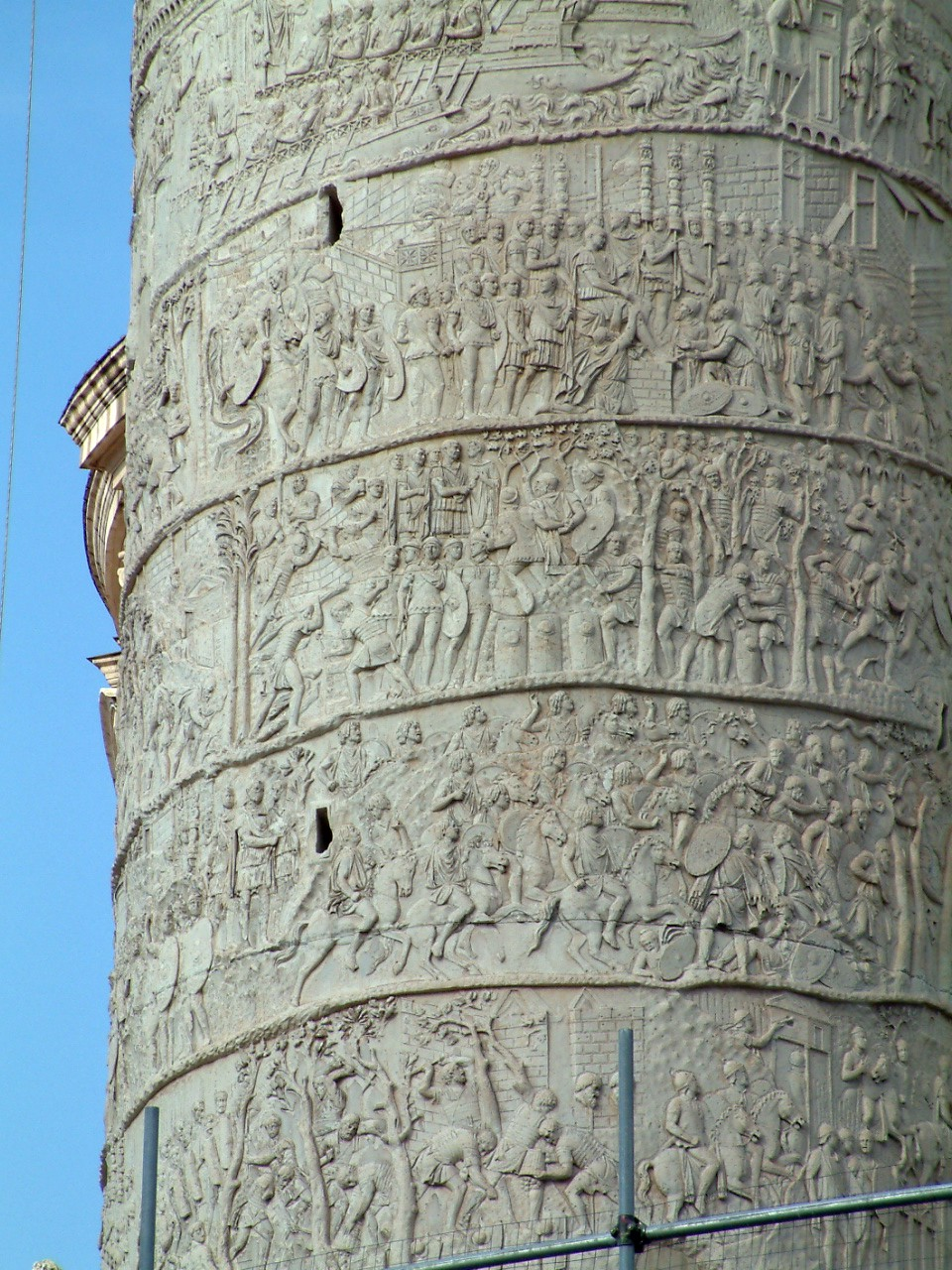
عمود تراجانا

منذ أن كانت مدينة بشكل دولة في شبه الجزيرة الإيطالية في القرن الثامن قبل الميلاد، حتى صعودها كإمبراطورية تغطي معظم غرب أوروبا وشرق أوروبا والشرق الأدنى إلى شمال أفريقيا حتى سقوطها في القرن الخامس الميلادي، يُعد التاريخ السياسي للإمبراطورية الرومانية متشابكًا مع تاريخها العسكري. يُعد جوهر تاريخ حملة العسكرية الرومانية مجموعًا من اعتبارات مختلفة للمعارك البرية للعسكرية الرومانية، من دفاعاتها الأولية وغزواتها اللاحقة لجيرانها في شبه الجزيرة الإيطالية، إلى الدفاع المستميت للإمبراطورية الرومانية الغربية ضد الغزاة الهون الفندال والقبائل الجرمانية. كُتبت هذه الاعتبارات من قبل مؤلفين مختلفين على مدى وبعد تاريخ الإمبراطورية. بعد الحروب البونية الأولى، أصبحت المعارك البحرية أقل أهمية من المعارك البرية بالنسبة للعسكرية الرومانية بسبب شمولها للأراضي الحدودية وسيطرتها المطلقة على البحر المتوسط.
خاض الجيش الروماني أول معركة ضد جيرانه القبليين والمدن الإتروسكانية داخل إيطاليا، وسيطر لاحقًا على المتوسط وفي ذروة قوته على مقاطعات بريطانيا وآسيا الصغرى. وكما هو الحال بالنسبة للحضارات القديمة، كانت العسكرية الرومانية تشغل مهمة ثلاثية تشمل تأمين الحدود واستغلال المناطق الحدودية من خلال تطبيق إجراءات مثل فرض الترفيد على السكان الذين يحتل بلدهم والحفاظ على النظام الداخلي. جسدت العسكرية الرومانية ذلك النمط، وتميزت كل الحملات العسكرية الرومانية بأحد نوعين. الأول هو حملة التوسع الإقليمي، التي تبدأ عادةً كهجوم مضاد، وفيه تخضع مناطق كبيرة تُمكن روما من التضخم من مدينة صغيرة بتعداد إلى دولة بتعداد سكان يبلغ 55 مليون نسمة في الفترة المبكرة للإمبراطورية عندما توقف التوسع. العامل الثاني هو الحرب الأهلية والذي ابتليت به الإمبراطورية الرومانية منذ تأسيسها وحتى زوالها النهائي.
رغم سمعتها المخيفة ومجموعة الانتصارات التي حققتها، كانت الجيوش الرومانية قابلة للهزيمة. أنتج الرومان مجموعة من الكفاءات الذين قادوا الجيوش الرومانية إلى هزائم كارثية. ومع ذلك، كان مصير حتى أعظم أعداء روما، مثل بيروس وهانيبال، الفوز بمعركة، لكنهم خسروا الحرب. إن تاريخ حملات روما هو، إذا لم يكن هناك شيئًا آخر، تاريخ من الإصرار العنيد على التغلب على الخسائر المروعة.

## مملكة (753-509 قبل الميلاد)
تتميز المعرفة بالتاريخ الروماني عن الحضارات الأخرى في العالم القديم. توثق سجلاتها، العسكرية وغيرها، تأسيس المدينة ذاتها حتى زوالها في نهاية المطاف. رغم فقدان بعض التواريخ، مثل قصة الحروب التراجانية الداقية، وتواريخ أخرى، مثل تاريخ روما الأقدم الذي يُعد على الأقل شبه ملفق، تُعد التواريخ الموجودة للتاريخ العسكري لروما واسعة النطاق.
يُعد تاريخ روما الأبكر، منذ وقت تأسيسها كقرية قبلية صغيرة، حتى سقوط ملوكها، محفوظًا بصورة سيئة. ورغم أن الرومان الأوائل كانوا يعرفون القراءة والكتابة إلى حد ما، فقد يكون هذا الفراغ بسبب عدم وجود إرادة لتسجيل تاريخهم في ذلك الوقت، أو فقدان تلك السجلات التي دونوها.
رغم أن المؤرخ الروماني ليفي (59 قبل الميلاد - 17 بعد الميلاد) يسرد سلسلة من سبعة ملوك من روما المبكرة في عمله التاريخ منذ تأسيس المدينة، من إنشائها حتى سنواتها الأولى، قد يكون وجود الملوك الأربعة الأوائل (رومولوس ونوما وتولوس هوستيليوس وأنكوس مارسوس) ملفقًا. طُرحت العديد من وجهات النظر. يجادل غرانت وآخرون أنه قبل إنشاء مملكة روما الإتروسكانية تحت حكم الملك الخامس التقليدي تاركوينيوس بيرسكوس، كانت روما بقيادة زعيم ديني من نوع معين. لا يُعرف سوى القليل عن التاريخ العسكري لروما في هذه الحقبة، ويُعد التاريخ الذي وصلنا من تلك الحقبة أسطوريًا أكثر من كونه ذو طبيعة واقعية. تقليديًا، حصّن رومولوس تل بالاتين بعد تأسيس المدينة، وبعد ذلك بوقت قصير كانت روما مساويةً لأي من المدن المحيطة في براعتها في الحرب.
أولى الحملات التي خاضها الرومان في هذه القصة الأسطورية هي الحروب مع مدن لاتينية مختلفة والسابين. وفقًا لليفى، استجابت قرية كاينينا اللاتينية لحدث اختطاف نساء سابين بغزو الأراضي الرومانية، ولكنهم هُزموا واستولى الرومان على قريتهم. هزم اللاتين من أنتيماني وأولئك من كروستومونيوم بطريقة مماثلة. هاجمت الأعداد المتبقية من السابين روما واستولت على القلعة لفترة وجيزة، لكنهم اقتنعوا بعد ذلك بإبرام معاهدة مع الرومان أصبح بموجبها السابين مواطنين رومان.
كانت هناك حرب أخرى في القرن الثامن قبل الميلاد ضد فيداني وفيي. في القرن السابع قبل الميلاد، كانت هناك حرب مع ألبا لونغا، وحرب ثانية مع فيديني وفيي وحرب ثانية مع السابين. قاد أنكوس ماركيوس روما إلى النصر على اللاتين، ووفقًا لتقويم النصر، على سكان فيو والسابين أيضًا.

### تاركينيوس بيرسكوس (حَكَم 616-579 قبل الميلاد)
شن لوسيوس تاركينيوس بريسكوس حربه الأولى ضد اللاتين. استولى تاركوينيوس على مدينة أبيولا اللاتينية عن طريق المفاجأة وأخذ غنيمة كبيرة من هناك إلى روما. وفقًا لتقويم النصر، وقعت الحرب قبل عام 588 قبل الميلاد.
اختُبرت خبرته العسكرية عند هجوم السابين. ضاعف تاركينيوس أعداد الإكوايتس للمساعدة في المجهود الحربي ولهزيمة السابين. في مفاوضات السلام التي تلت ذلك، استقبل تاركينيوس وفدًا من بلدة كولاتيا وعين ابن أخيه، أرنوس ناركينيوس، المعروف أيضًا باسم إيغوريوس، قائدًا للحامية المتمركزة في تلك البلدة. عاد تاركينيوس إلى روما وأفام حفلًا لتمجيد انتصاراته، وفقًا لتقويم النصر، في 13 سبتمبر 585 قبل الميلاد.
لاحقًا، هُدمت المدن اللاتينية كرونيكولوم وفيسوليا القديمة وكاميريا وكروموستريوم وأميرولا وميدوليا ونومينتولا وأصبحت رومانية.

## انظر أيصُا
- تاريخ إيطاليا العسكري